# 호소카와씨
호소카와씨(일본어: 細川氏 ほそかわし[*])는 무가이자 화족인 일본의 씨족이다. 세이와 겐지 아시카가씨의 지류에 해당한다. 가마쿠라 시대에 미카와국 누카타군 호소카와향 (현재의 아이치현 오카자키시 호소카와무라 주변)에 토착하여 성씨로 삼았다. 남북조 시대에 아시카가 타카우지를 모시고 발전해, 적류는 무로마치 막부의 관령가 유력 슈고 다이묘가 된다. 에도 시대에는 방계가 히고 쿠마모토번 54만석의 번주 가문이 되었다. 유신 후에는 후작가에 올랐다.

## 개요

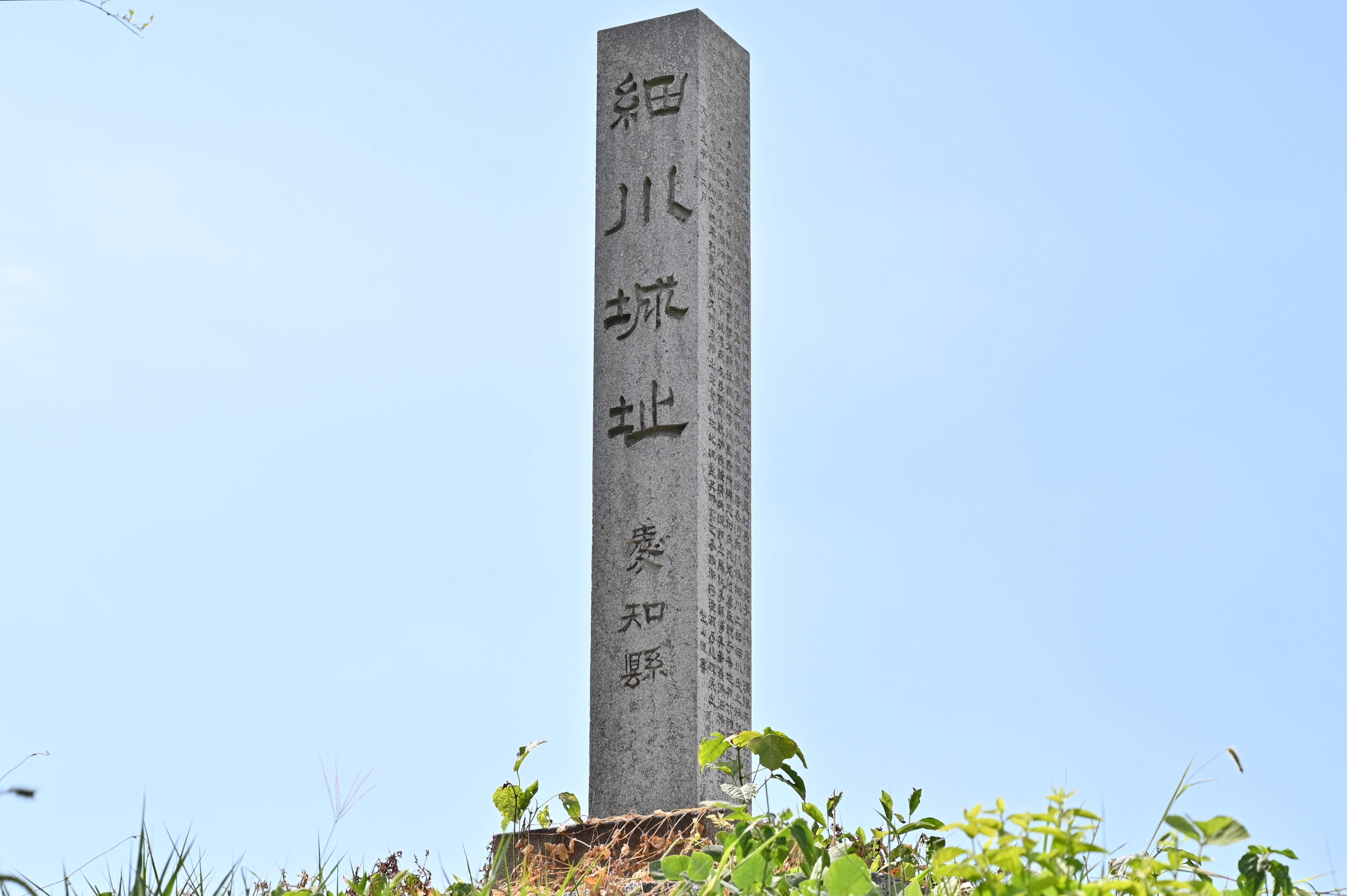
호소카와씨 발상지에 있는 호소카와성 유적 (아이치현 오카자키시 호소카와마치)

남북조 시대, 호소카와씨는 아시카가 타카우지를 따라 북조 무로마치 막부 쪽으로 활약했고, 키나이・시코쿠를 중심으로 일문에서 8개의 슈고직을 차지하는 유력한 슈고 다이묘가 된다. 호소카와 요리유키는 관령으로써 3대 쇼군 아시카가 요시미츠를 잘 보좌했고, 이후 적류인 케이쵸가(京兆家)는 대대로 관령으로 임명되어서 시바씨・하타케야마씨와 함께 3대 관령 (3관 4직)의 하나로 꼽혔다. 오닌의 난에서는 호소카와 카츠모토가 동군의 총사령관이 된다.

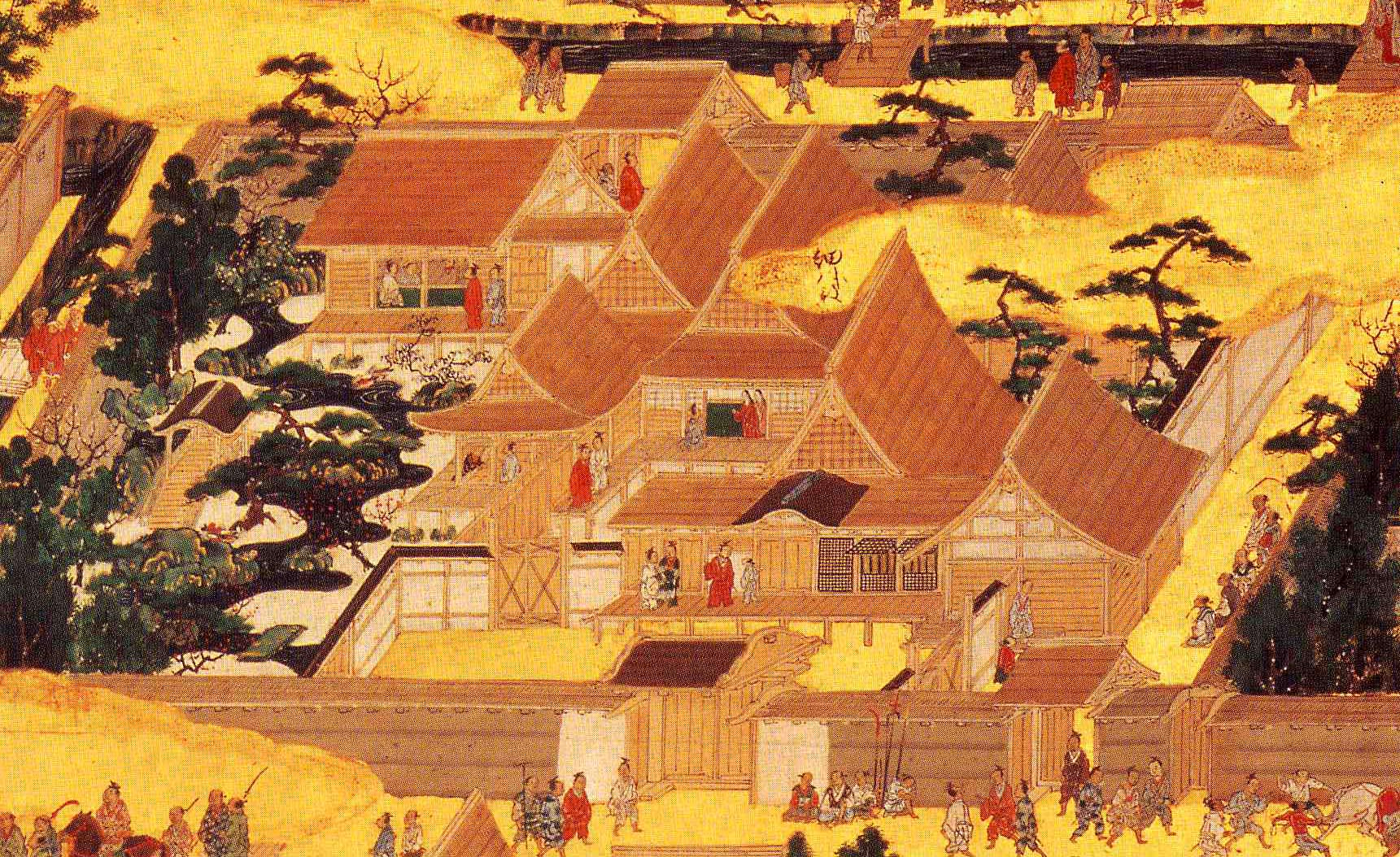
낙중낙외도병풍 「호소카와도노」

전국 시대 초기, 카츠모토의 아들 호소카와 마사모토는 쇼군 아시카가 요시타네를 폐출하고 실권을 장악해 (메이오 정변), 호소카와씨의 전성기를 만들었으나, 양자인 호소카와 스미유키를 옹립하려는 가신들에게 암살당했다. 더군다나, 스미유키도 없애, 남는 양자인 호소카와 타카쿠니와 호소카와 스미모토의 2파로 나뉘어, 피관이나 키나이 근처 쿠니의 여러 세력이 결합해 20 여년이나 싸웠다 (양호소카와의 난). 이 전쟁 과정에서 스미모토의 친가 아와 슈고가의 슈고다이였던 미요시씨가 키나이에 진출해, 주인 가문을 능가하는 세력이 되어간다. 종국에는 스미모토의 적남 호소카와 하루모토가 케이쵸가 가독을 잇지만, 미요시 나가요시와의 항쟁으로 분국을 잃고 몰락했다.
13대 쇼군 아시카가 요시테루가 미요시 요시츠구 등에게 살해되자 (에이로쿠의 변), 오다 노부나가가 동생 아시카가 요시아키를 옹립해 키나이에서 미요시씨 세력을 일시 소강상태를 만들지만, 하루모토의 아들 호소카와 아키모토는 노부나가에 속해 그의 매제가 되어 탄바국에서 2개 군을 영지로 받았다.
방계의 호소카와 후지타카 (유사이)는 요시아키의 측근으로서 쇼군직 취임에 진력했다. 그러나 요시아키와 노부나가의 대립 이후는 장남의 타다오키 (산사이)와 함께 노부나가를 따라, 성을 나가오카(長岡)라고 고치고, 아케치 미츠히데의 밑에서 활약, 단고 일국을 영지로 받았다. 혼노지의 변에서는 미츠히데의 편을 들지 않고, 하시바 (도요토미) 히데요시에게 복종했다. 히데요시 사후, 도쿠가와 이에야스에 속한 타다오키는 세키가하라 전투의 공으로 부젠국 코쿠라번 39만 9천석을 영위한 뒤, 성을 호소카와로 되돌렸다. 그의 아들 타다토시 대에, 히고국 쿠마모토번 54만석의 영주가 되었고, 메이지 시대에 자손은 후작이 된다. 후손 호소카와 모리히로는 구마모토현 지사, 내각총리대신을 지냈다.
호소카와씨는 많은 다이묘 중에서도 가마쿠라, 무로마치로부터 에도, 현대까지 명문 가문으로써 계속 유지되고 있는 희귀한 가문이다.

## 중세
호소카와씨 선조는 아시카가씨 선조 아시카가 요시야스의 서장자 야다 요시키요이다. 헤이안 시대 말기, 요시키요는 키소 요시나카에 속해, 수도에서 쫓아낸 헤이케군과 싸움인 미즈시마 전투에서 그 동생 요시나가와 함께 전사했다.
가마쿠라 시대에 아시카가 본가의 요시우지가 미카와 슈고가 되었을 때, 요시키요의 손자 요시스에는 형 니츠키 사네쿠니(仁木実国), 동생 토가사키 (戸賀崎) (토자키 (戸崎)) 요시무네 등과 함께 미카와국에 진출하여 호소카와향을 소유하는 호소카와 지로(細川次郎)라고 자칭했다. 그러나 아시카가가 동문에서도 가문이 높고 본가로부터 독립성이 강했던 시바씨나 하타케야마씨와는 달리, 이 시대의 호소카와씨는 그다지 유력한 고케닌이 아니며, 활동 기록은 거의 남아있지 않다. 야다 요시키요가 장년에 전사했을 때, 남겨진 유족은 어렸다고 여겨져 유력한 인척 관계도 없이 아시카가 요시카네 등 일족의 비호를 받은 것 같지만, 그 결과, 배신, 가신이라고 하는 지위에까지 떨어진 것이 원인같다. 그 때문에 헤이안 말기 ~ 가마쿠라 초까지는 지행지도 거의 없고, 세력이 전혀 없었다고 생각된다. 미카와로 옮긴 뒤, 서류도 분출하여 겨우 세력을 키울 수 있었던 것 같다. 가마쿠라 시기의 서류 중에는 일족으로부터 떨어져 동족인 다른 씨를 섬긴 사람도 있으며, 후에 호소카와씨의 숙적이 되는 동족인 시바씨의 중신인 카구사씨 (鹿草氏) (칸소씨 (完草氏)는 사료에서 호소카와씨의 서류인 것은 판명되어 있지만, 어느 류에 속해 있었는지는 불분명하다.
가마쿠라 시대 말기부터 남북조 시대에 걸쳐 호소카와 카즈우지・요리하루 형제나 그 사촌인 아키우지・죠젠 등이 아시카가 타카우지를 따랐다. 겐코 3년 / 쇼쿄 2년 (1333년)에 타카우지가 도막의 군사를 올리자, 카즈우지는 우에스기 시게요시와 함께 고다이고 천황에게 귀순을 바라는 사자 역할을 했으며, 교토의 로쿠하라 단다이 공격에도 가담했다. 게다가 닛타 요시사다의 봉기로 가마쿠라를 함락시킨 타카우지의 적자 센쥬오 (호의 무로마치 2대 쇼군 아시카가 요시아키라)를 보좌하기 위해 하향해, 요시사다에 대항하여 가마쿠라를 아시카가씨로 하여금 장악하게 한다. 카즈우지와 아키우지는 타카우지의 명에 의해 시코쿠에 건너가 아와국, 사누키국을 중심으로 남조쪽과의 싸움을 이기고, 재지호족의 피관화를 추진했다. 이 시대에 호소카와씨는 유력한 슈고 다이묘로 성장한다.
카즈우지의 적자인 호소카와 키요우지는 당초 쇼군 요시아키라의 집사직 (후의 관령)으로 막부 정치의 실권을 잡았으나, 사사키 도요의 참언으로 실각했다 (게이안의 정변). 남조에 속했으나, 일족 호소카와 요리유키에게 추토당해 별망하고, 또 요시우지의 아들 호소카와 시게우지도 급사하였기 때문에, 요리하루의 적자인 요리유키가 호소카와씨의 제일 실력자가 된다. 대대로 막부의 관령으로 임명될 호소카와씨 본가 케이쵸가는 자식이 없었던 요리유키의 동생으로 그 양자가 되어 대를 이은 호소카와 요리모토의 후예를 가리키며 (요리모토의 핏줄은 마사모토까지밖에 못감), 그 밖의 유력한 서가・분가도 대부분 요리유키 시대에 파생되었다.
무로마치 시대의 호소카와씨는 케이쵸가를 중심으로 한 동족 연합체라고도 할 수 있는 집단을 형성해, 일족 내분의 위험을 줄이고, 이로 인해 유력 슈고 세력을 축출하려는 쇼군의 간섭을 배제하고, 관령・유력 슈고의 지위를 유지했던 것이다.

### 게이초가 (京兆家)

마츠카사비시 (호소카와무카이마쓰). 호소카와 게이초가가 사용하던 가몬

호소카와 게이초가(일본어: 細川京兆家 ほそかわけいちょうけ[*])는 호소카와씨의 종가이자 적류이며, 셋쓰·단바·사누키·도사 등의 슈고직을 세습함과 동시에, 대대로 무로마치 막부의 관령직에 임명 받았기 때문에 관령 호소카와가(또는 호소카와 관령가)라고도 한다. <게이초(京兆)>란 우쿄노다이부의 당명 <경조윤>(京兆尹)으로, 당주가 대대로 우쿄노다이부의 벼슬에 임명된 것에서 유래한다. 또 이 관위에서 호소카와 우케이초(細川右京兆)라고도 불린다. 앞에서 서술한 대로, 본래 호소카와씨 적류로 권세를 자랑하던 호소카와 기요우지의 실각, 멸망 후 기요우지를 토벌하는 관령으로 막부와 호소카와씨 융성의 기틀을 다진 호소카와 요리유키(기요우지의 사촌)에 시작, 키요우지의 계통 대신 요리유키의 계통이 호소카와씨의 본가·적통이 되었다.
역대 당주의 돌림자로서, 요리유키의 뒤를 이은 동생 호소카와 요리모토에서 따온 <모토(元)>, 일부 인물은 요리유키에서 따온 <유키(之)>를 사용하고 있다.
요리유키는 주고쿠 관령, 시코쿠 관령을 역임해, 사누키·아와·도사 등 시코쿠의 분국화를 진행시켰다. 중앙에서는 관령이 되어 집정하고, 어린 쇼군 아시카가 요시미쓰를 보좌하여 막부 정치를 동할했다. [요리유키는 요시미쓰의 신임은 두터웠지만, 덴주 5년/고랴쿠 원년 (1379년)의 고랴쿠 정변으로 일시 실각한다. 그러나 영지인 시코쿠에 건너와, 아와를 중심으로 한 분국 지배를 견지하는 것으로 적대 세력을 물리치고, 이윽고 중앙 정계에 복귀했다.
요리유키 자신은 출가했다는 이유로, 친동생이자 양자 요리모토를 교토 주위를 굳히기 위해, 단바·셋쓰의 슈고로 추천하고, 또한 관령으로도 추천했다. 케이쵸가는 아시카가 가문의 시바·하타케야마 두 가문과 함께 쇼군을 보좌하는 3관령(三管領, 3관 4직), 또 무로마치 막부 숙로로서 중요한 역할을 한다.
무로마치 중후기, 하타케야마 모치쿠니와의 권력 투쟁에서 승리한 호소카와 가쓰모토는 세차례에 걸쳐 총 23년간 관령직을 역임하면서, 실력자인 야마나 소젠과 손을 잡아 하타케야마를 약화시켰다. 그러나 쇼군가와 하타케야마가의 가독 상속 문제 등으로 하타케야마 요시히로를 후원하는 소젠와, 하타케야마 마사나가를 후원하는 가쓰모토는 대립, 동군의 총수로서 아시카가 요시미를 추대하여 소젠이 이끄는 서군과의 사이에서 11년에 걸친 오닌의 난을 일으켰고, 그 도중에 병사한다.

## 근세

### 나가오카 (호소카와) 나이젠가
(※쿠마모토번 시대 역대 당주는 쿠마모토번#번주 일문을 참조할 것.) 세키가하라 전투 후 타다오키는 도쿠가와가의 관계를 중시하고 경계를 풀기 위해 적남 타다타카와 그의 아내 슌코인(마에다 토시이에의 딸 치요)의 이혼을 명했다. 타다타카가 이에 반발하자 적자 자리에서 폐출, 의절하여 이에야스에게 인질로 보낸 나이키 (타다토시)를 후계자로 하여 도쿠가와 가문에 대한 신하로써 복종한다는 뜻을 나타냈다. 폐출된 타다타카는 교토에서 근신 칩거하여 나가오카 큐무(長岡 休無)라 칭하고, 조부 유사이 밑에 피신했으며, 유사이 사후 교토에 있으면서 호소카와 가문의 부지미 3천석을 받고, 공가 사회와 호소카와 가문을 연결하는 재능과 다도를 좋아하는 사람으로써 여생을 보냈다.
아들인 나가오카 타다츠네・타다하루는 큐무 사후, 번주 호소카와 미츠나오로부터 히고 쿠마모토로 초빙되어 쿠마모토번 일문 가신 나가오카 나이젠 가문이 되었다. 번주 호소카와 츠나토시 시대의 타다하루의 아들 타다시게 (타다스에라고도 함)가 총 6천석을 계승해, 자손은 대대로 일문 수좌에 올랐다. 가몬은 오칠동나무 및 호소카와 쿠요문 외에 가라샤 출신을 그리며 아케치씨의 도라지문을 이문으로 삼았다. 번주가와 지번가 이외의 번주 일문은 호소카와 후지타카가 한때 자칭한 나가오카(長岡)를 에도 시대를 통해 성으로 삼았다.
1755년 (호레키 5년), 쿠마모토 번교 지슈칸 설립시에는 나이젠가 당주 나가오카 타다히데가 초대 총장으로 임명되어, 이후 지슈칸에서의 요코이 쇼난, 키타사토 시바사부로 등의 인재 육성으로 이어졌다. 1871년 (메이지 4년)에 당주 나가오카 타다요시가 호소카와 성씨로 복직하여 호소카와 타다요시를 자칭하고, 그 후 남작에 서위되었다.

### 나가오카 (호소카와) 교부가
호소카와 타다오키의 5남 오키타카가 2만 5천석을 받아 세운 가문이다. 대대로 "나가오카 교부(長岡刑部)" 등을 자칭해, 가록 1만석이었다. 메이지시대에 호소카와 성씨로 돌아와 남작의 작위를 받았다. 교부가가 쿠마모토 교외의 코가이에 설치한 시모야시키 (구 호소카와 교부 저택)는 현의 중요문화재로 지정되어 현재는 쿠마모토성 산노마루에 이축・공개되어있다.

#### 나가오카 (호소카와) 교부가 역대 당주
1. 호소카와 오키카타 (細川興孝) (호소카와 타다오키의 5남)
2. 호소카와 오키유키 (細川興之)
3. 호소카와 오키토모 (細川興知)
4. 호소카와 오키노리 (細川興章)
5. 호소카와 오키나리 (細川興業)
6. 호소카와 오키호 (細川興彭) (호소카와 노부노리의 8남)
7. 호소카와 오키마사 (細川興真)
8. 호소카와 오키아키 (細川興礼)
9. 호소카와 오키히로 (細川興泰)
10. 호소카와 오키아키라 (細川興昌)
11. 호소카와 오키마스 (細川興増)

### 타카세 호소카와가 (히고 쿠마모토 신덴번주가)
히고 쿠마모토번의 지번 히고신덴번 후의 타카세번, 3만 5천석의 번주이다. 호소카와 미츠나오의 아들 호소카와 토시시게로부터 10대까지 이어졌다. 에도 데포스에 살다가, 에도 막부 말기에 히고 타카세 (현 구마모토현 타마나시)로 옮겼기 때문에 타카세번이라고도 부른다. 본가 6대 호소카와 노부노리는 토시시게의 아들이다.

### 우토 호소카와가(宇土細川家)
히고 쿠마모토번의 지번인 우토번 (구마모토현 우토시) 3만석의 번주이다. 호소카와 타다오키의 4남 타츠타카로부터 11대까지 이어졌다. 5대 호소카와 오키노리는 본번의 호소카와 시게카타와 협력하여, 번교 온지관(温知館) 창설과 수도를 통한 농지 관개, 식산 흥업에 노력하는 등 번정 개혁을 실시하였고, 토자마 지번주이면서 막부 노중 임용도 논의되었다. 본가 10대 호소카와 나리시게 및 12대 호소카와 나리모리는 우토 호소카와가 출신이다. 또한, 본가 17대 호소카와 모리사다의 부인 요시코는 11대 호소카와 유키자네의 증손이다. (호소카와 유키자네 - 모리 타카노리 (사이키번 모리 타카아키의 양자) - 코노에 치요코 (코노에 후미마로의 아내) - 호소카와 요시코 (호소카와 모리사다의 아내) - 호소카와 모리히로 (본가 18대))

### 야타베 호소카와가(谷田部細川家)
히타치국 야타베번 (이바라키현 츠쿠바시) 1만 6200석의 번주이다. 호소카와 후지타카의 차남 오키모토로부터 9대까지 이어졌다. 번조인 오키모토는 호소카와 타다오키의 동생이며, 처음 형 타다오키의 영국인 부젠국에서 코쿠라성을 맡았다가, 가문을 나와 도쿠가와 가문을 직접 섬겼다. 야타베번은 쿠마모토번의 지번이 아닌 독립된 번이다.

### 류오 호소카와가(竜王細川家)
일찍이 류오성주였던 호소카와가이다. 호소카와 후지타카의 3남 유키타카가 맏형이자 부젠국주 (코쿠라번주) 타다오키에게 부젠 류오성을 넘겨받아, 류오 1만석의 영주가 되었다. 그러나 후계자 없이 사망해, 유키타카 1대로 단절. 유키타카는 세키가하라 전투때, 영국을 떠났던 맏형의 집을 잘 지킨 맹장으로, 전공으로 요충지인 류오성을 하사받았다.

## 그 외의 지류・서류
- 우에노씨(上野氏)
- 나가오카씨(長岡氏)
- 오에치씨(上地氏)
- 텐지쿠씨(天竺氏)
- 니시우치씨(西内氏)
- 토오치씨(十市氏)
- 아야씨(綾氏)
- 코가미씨 (小神氏)

## 연고 사원・보다이지
- 료안지 - 임제종묘신지 탑두

## 관련 목록
- 샤리지 전투
- 교로쿠・덴분의 난
- 호소카와 정권 (전국 시대)

## 같이 보기
- 미야모토 무사시
- 구마모토성